# Dictis striatipes
Dictis striatipes là một loài nhện trong họ Scytodidae.
Loài này thuộc chi Dictis. De dictis striatipes được L. Koch miêu tả năm 1992.